# Ігнащенко Оксана Анатоліївна
Оксана Анатоліївна Ігнащенко (псевдонім — Оксана Гнат; 5 вересня 1960, Київ) — радянська і українська художниця, ілюстратор дитячих книг. Член Спілки художників України; учасниця міжнародних виставок.

## Біографія
Художниця-ілюстратор Оксана Ігнащенко народилася 5 вересня 1960 року в Києві в сім'ї архітектора Анатолія Федоровича Ігнащенко.
Закінчила Київську республіканську художню школу імені Т. Г. Шевченка, після чого — Київський художній інститут в 1984 році, навчалася на факультеті графіки в майстерні професора Т. А. Лящука.
З 1984 по 1986 роки працювала викладачем малюнку, живопису та композиції у Київській республіканській художній школі.
З 1985 року на творчій роботі.
У 1988 році прийнята до спілки художників України.
Співпрацювала з київськими видавництвами «Веселка» (з 1984 року) і «А-ба-ба-га-ла-ма-га» (з 1993 року).
Найбільш відомі живописні роботи: «Зима на Андріївському узвозі», «Сліди на піску» (1996), «Механічний птах» (1997), «Вітер», «Стара фортеця» (1998), «Тіні старого замку» (1999), «Білий кінь» (2000), «Степл-чез» (2001), «Сліди на піску» (2006), «Білі троянди» (2007).
Ілюстрації до книг:
- Видавництво «Веселка»: «Муха-Цокотуха» (1988), «Кресало» (1989), «Лускунчик і Мишачий король» (1991), «Троє цуценят покидають Париж» (1991)[2];
- Видавництво «А-ба-ба-га-ла-ма-га»: «Білосніжка і сім гномів» (1997), «Бременські музиканти» (1993), «Будиночок, в якому ніхто не спить» (1993), «Робін-Бобін» (2001)[2].

Частина робіт зберігається у Державному музеї книги і друкарства України (Київ) та в Будинку-музеї А. С. Пушкіна (Москва).

## Участь у виставках
Брала участь у міжнародних виставках у 1990-х роках.
Серед персональних виставок:

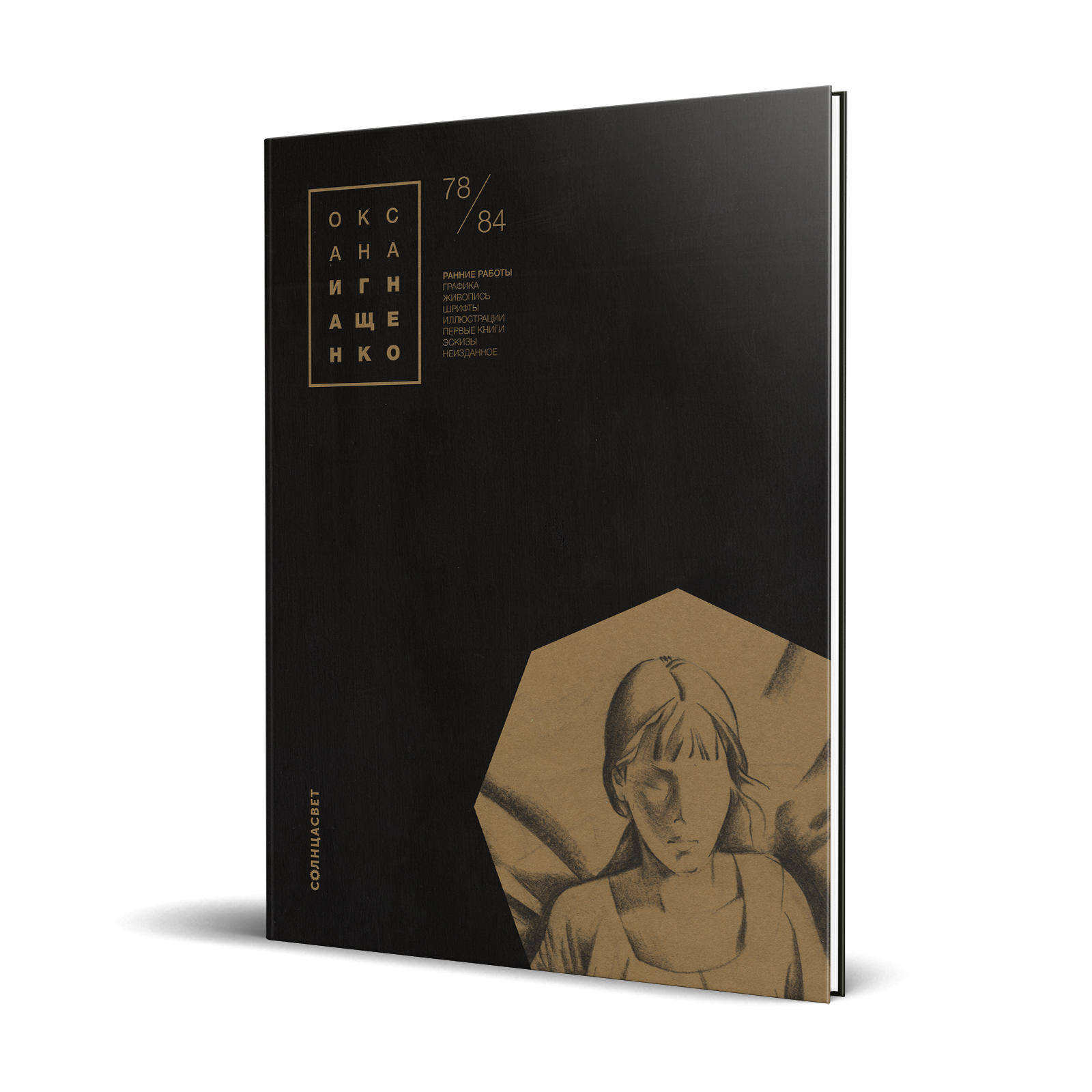
Обкладинка збірка ранніх студентських робіт Оксани Ігнащенко (2018)

- Київський національний музей Російського мистецтва, 1998[2];
- Національний заповідник «Софія Київська», 2005[2];
- Український дім, 2007, 2008[2];
- Галерея «Мистецький арсенал», 2009 (спільно з чоловіком[1] Миколою Єсипенком)[2].

## Нагороди та премії
- 1-ша премія Національного конкурсу «Мистецтво книги» за книгу «Білосніжка та семеро гномів»[4]
- 1-ша премія Національного конкурсу «Мистецтво книги» за книгу «Улюблені вірші» (у співавторстві з іншими художниками)[5]
- 1-ша премія Національного конкурсу «Мистецтво книги» за книгу «Улюблені вірші—2» (у співавторстві з іншими художниками)[6]
- 2-а премія в номінації «Дитяче свято» національного конкурсу «Книга року» за книгу «Білосніжка та семеро гномів»[7]
- 2-а премія Національного конкурсу «Мистецтво книги» за книжку «Кресало»[8]
- 3-а премія Національного конкурсу «Мистецтво книги» за книгу «Лускунчик та Мишачий Король»[8]
- «Краще видання 1996 року» за книгу «Улюблені вірші» (у співавторстві з іншими художниками), премія Національної спілки письменників України[5]
- премія Міжнародного книжкового фестивалю «Світ Книги»
- премія Державного комітету Ради Міністрів СРСР у справах видавництв, поліграфії і книжкової торгівлі СРСР за книжку «Кресало»
- премія Державного комітету Ради Міністрів СРСР у справах видавництв, поліграфії і книжкової торгівлі СРСР за книгу «Лускунчик та Мишачий Король»